# 加納久慎
加納 久慎（かのう ひさちか、安永5年（1776年） - 文政4年8月13日（1821年9月9日））は、江戸時代後期の大名。伊勢国八田藩第4代藩主。一宮藩加納家4代。
3代藩主加納久周の嫡男。母は大河内松平信礼の娘。正室は植村家長の娘。子は加納久儔（長男）。幼名は英次郎。初名は久敬。官位は従五位下・大和守。寛政11年（1799年）、久慎は実弟である第5代岩槻藩主・大岡忠正の家臣・児玉南柯の私塾・遷喬館（のち岩槻藩校）創設のとき、自ら筆を執り、塾名を大書したという（遷喬館扁額）。
寛政元年（1789年）2月23日、将軍徳川家斉に拝謁する。寛政3年12月16日（1792年）、従五位下・備中守に叙任する。後に大和守に改める。文化5年（1808年）6月20日、久周の隠居により家督を相続する。文化6年（1809年）11月18日、大番頭に就任する。文政4年（1821年）に死去。享年46。その跡は嫡男の久儔が継いだ。墓所は谷中霊園。

## 系譜
父母
- 加納久周（父）
- 禎 - 松平信礼の娘（母）

正室
- 千勢 - 植村家長の娘

子女
- 加納久儔（長男） 生母は千勢